# Dermeval Saviani
Dermeval Saviani (Santo Antônio de Posse, 25 de dezembro de 1943) é um professor, filósofo e pedagogo brasileiro. É professor emérito da Universidade Estadual de Campinas (UNICAMP), professor emérito do CNPq e coordenador geral do grupo de estudos e pesquisas "História, Sociedade e Educação no Brasil" (HISTEDBR), tendo recebido o título de "Doutor Honoris Causa" da Universidade Federal da Paraíba (UFPB), da Universidade Tiradentes de Sergipe, e da Universidade Federal de Santa Maria (UFSM).
Dermeval Saviani é o idealizador da teoria pedagógica por ele denominada Pedagogia Histórico-Crítica. Em sua teoria, em contraponto ao modelo conteudista de ensino, defende o acesso ao conhecimento sistematizado e sua compreensão por parte do estudante como instrumento de reflexão e transformação da sociedade.

## Biografia
Neto de imigrantes italianos e filho de trabalhadores rurais, Dermeval Saviani nasceu em uma fazenda em Santo Antônio de Posse, no interior de São Paulo, no dia 25 de dezembro de 1943, embora a data seja oficialmente registrada como 3 de fevereiro de 1944. Saviani é o sétimo filho de dez filhos na família. Seus pais transferiram-se em 1948 para a cidade de São Paulo, o que levou o pai e a maioria dos irmãos de Dermeval Saviani a se tornarem operários nas fábricas da cidade. Entre 1951 e 1954, frequentou o ensino primário em um grupo escolar, localizado em um galpão de madeira na periferia de São Paulo. Concluiu o curso primário em 1954 em São Paulo no Grupo Escolar de Vila Invernada e em 1959, o curso ginasial no Seminário Nossa Senhora da Conceição em Cuiabá (Mato Grosso). Em 1960 estudou o 5.º ano do Seminário Menor (1º ano do curso colegial, hoje Ensino Médio) no Seminário do Coração Eucarístico de Campo Grande, então cidade do sul de Mato Grosso, hoje capital de Mato Grosso do Sul.
Retornando ao Seminário de Nossa Senhora da Conceição de Cuiabá concluiu, em 1961, os estudos do Seminário Menor. Em 1962 estudou no Seminário maior de Aparecida, em São Paulo, onde concluiu o Curso Colegial. No início de 1963, no âmbito do acordo celebrado entre o Seminário Maior de Aparecida e a Faculdade Salesiana de Filosofia de Lorena, foi aprovado no concurso vestibular prosseguindo em seus estudos filosóficos, ainda no seminário, mas agora como aluno do primeiro ano do curso de graduação da Faculdade de Filosofia de Lorena, em São Paulo. 
Em dezembro de 1963 deixou o seminário e retornou à cidade de São Paulo onde vivia sua família, transferindo-se para a Faculdade de Filosofia, Ciências e Letras da Pontifícia Universidade Católica de São Paulo (PUC-SP) na qual concluiu, em 1966, o curso de graduação, formando-se bacharel e licenciado em Filosofia. Sendo de uma família de operários necessitava trabalhar para cursar a faculdade. Nessa condição, ingressou no Banco Bandeirantes do Comércio transferindo-se, em 2 de dezembro de 1965, mediante aprovação em concurso público, para o Banco do Estado de São Paulo (Banespa). 
Em 1966, passou a trabalhar em um órgão da Secretaria de Educação de São Paulo e, em 1967, atuou como professor do curso de Pedagogia da PUC-SP. Lecionou também Filosofia e História da Arte em um colégio estadual, e História e Filosofia da Educação na escola normal do Colégio Sion. Em 1968 demitiu-se do Banespa para se dedicar inteiramente ao magistério. Tendo concluído o Doutorado na área de Ciências Humanas: Filosofia da Educação, na Faculdade de Filosofia Ciências e Letras de São Bento da PUC-SP, onde ajudou a criar o programa de mestrado em Filosofia da Educação.
Em 18 de novembro de 1971, defendeu sua tese de doutorado, publicada em livro pela primeira vez em 1973, com o título de Educação Brasileira: estrutura e sistema. A partir de 1972, começou a trabalhar também na pós-graduação. Entre 1973 a 1978 trabalhou na PUC-SP, sendo incentivador e professor do doutorado em educação. Em 1975 foi lecionar na recém-criada Universidade Federal de São Carlos onde ajudou a implantar, em 1976, o mestrado em Educação, em convênio com a Fundação Carlos Chagas. Em 1978, retornou como professor da PUC-SP e ajudou a consolidar o doutorado em Educação nesta instituição. Em 1979 participou da fundação da Associação Nacional de Educação (ANDE) tendo sido, também, sócio-fundador da Associação Nacional de Pós-Graduação e Pesquisa em Educação (ANPED) criada em 1977 e do Centro de Estudos Educação e Sociedade (CEDES), articulado em 1978 e oficializado em março de 1979.
Saviani conciliou suas atividades na PUC-SP e na UNICAMP, de 1980 a 1989, tendo neste período, prestado e sido aprovado no concurso de livre docência em História da Educação na UNICAMP. Em 1989, desligou-se da PUC-SP, mudando-se para Campinas, mantendo vinculação exclusiva com a UNICAMP. Em 1984, casou-se com Maria Aparecida Dellinghausen Motta e, em 1988, nasceu Benjamim. Em 1986 concluiu a livre docência na área de História da Educação na Faculdade de Educação da UNICAMP. Também em 1986 criou o Grupo de Estudos e Pesquisas "História, Sociedade e Educação no Brasil", que se consolidou nacionalmente e reuniu grupos de trabalhos na maioria dos estados brasileiros. Entre 1989 e 1992, coordenou o programa de Pós-Graduação em Educação da UNICAMP.
Atualmente é professor aposentado da Universidade Estadual de Campinas, mas continua atuando como professor colaborador.

## Pedagogia Histórico-Crítica
A pedagogia histórico-crítica, fundamentada no materialismo histórico-dialético, é uma teoria preocupada com as demandas educacionais, onde defende o acesso ao conhecimento sistematizado e sua compreensão por parte do estudante como instrumento de reflexão e transformação da sociedade. Em um artigo de 1982, Saviani realizou a primeira sistematização do que hoje é conhecido como a pedagogia histórico-crítica, com o título "Escola e Democracia: para além da curvatura da vara". Um ano depois, Saviani publicou um livro de mesmo nome, defendendo o conhecimento sistematizado e a compreensão da realidade como instrumentos fundamentais para a transformação social. Inicialmente, Saviani se deparou com a dificuldade de nomear sua concepção pedagógica, optando inicialmente pelo termo "pedagogia dialética".
Em seu livro "Escola e Democracia", Saviani apresenta dois grupos de teorias educacionais à respeito da marginalidade. O primeiro grupo, as teorias não críticas, representa teorias pedagógicas que encaram a educação como um instrumento de equalização social, ou seja, de superação da marginalidade. As teorias não-críticas incluem a pedagogia tradicional, a pedagogia nova e a pedagogia tecnicista. O segundo grupo, as teorias crítico-reprodutivistas, abrange as teorias que veem a educação como um instrumento de discriminação social, portanto, um fator de marginalização. As teorias crítico-reprodutivas, segundo Saviani, são as seguintes: a) teoria do sistema de ensino enquanto violência simbólica; b) teoria da escola enquanto aparelho ideológico de Estado (AlE)"; C) "teoria da escola dualista".
Em sua obra denominada Pedagogia Histórico-Crítica (2012), Saviani afirma que essa teoria surgiu da emergência de um movimento pedagógico que vinha a responder à necessidade de encontrar alternativas à pedagogia dominante. A pedagogia histórico-crítica é construída a partir da concepção dialética na vertente marxista, tratando-se de uma dialética histórica expressa no materialismo histórico. Constitui-se numa concepção pedagógica transformadora, sendo considerada uma teoria pedagógica revolucionária. No entanto, isto não significa que ela se propõe a fazer uma revolução social a partir da escola, mas sim entende que a educação pode contribuir com o processo de transformação social.
Segundo Andrade (2023), esta teoria pedagógica se faz cada vez mais viva e prolífica nas realidade educacional brasileira, seja por seu desenvolvimento teórico-metodológico, seja pela apropriação dos professores situados no interior das escolas públicas. Desde 2008, a pedagogia histórico-crítica tem avançado consubstancialmente no desenvolvimento de seus fundamentos filosóficos, psicológicos e pedagógicos, sobretudo nas relações entre Trabalho e Formação Humana; Gênero Humano e Trabalho Educativo; Alienação e Luta de Classes; Emancipação e Liberdade; Educação Escolar; Conhecimento Escolar; Bases e Proposições Didáticas.

### Críticas
Saviani recebeu várias avaliações críticas sobre a sua obra. O questionamento ao pouco valor que ele teria atribuído à Escola Nova é recorrente, assim como a indicação de que estaria defendendo a Escola Tradicional ao ressaltar a importância dos conteúdos no currículo escolar.
Paulo Ghiraldelli, teceu diversas críticas a Saviani, especialmente pela orientação marxista de Saviani, alegando que seria um limitador da sua leitura sobre o fenômeno educativo, assim como pelas críticas de Saviani ao ideário escolanovista. A incapacidade de Saviani de se desligar dos "pressupostos marxistas" também é criticada em outros artigos.
Até mesmo no meio acadêmico de orientação marxista existem questionamentos ao seu trabalho, seja com relação à apropriação de conceitos analisados por Marx que, de acordo com os autores, seria problemática e/ou equivocada, seja com relação à viabilidade de uma pedagogia socialista em um contexto socioeconômico em que prevalece o modelo capitalista. Saviani comentou que essas críticas não são uma novidade e, sobre as controvérsias internas ao marxismo, afirma que a análise crítica é inerente à tradição marxista, mas que “a crítica e o debate não devem gerar dificuldades para a unidade de propósitos”, no caso, o projeto emancipatório e revolucionário. Uma crítica incisiva de Sérgio Lessa a Saviani no que se refere ao engano da possibilidade de uma formação omnilateral ser praticada sob a égide do Capital.

## Premiações
- Medalha do mérito educacional do Ministério da Educação (1994).
- Prêmio Zeferino Vaz de produção científica (1997).
- Professor Emérito da UNICAMP (2002).
- Pesquisador Emérito do CNPq (2010).
- Prêmio Jabuti de 2008, 1.º lugar na categoria Educação, Psicologia e Psicanálise com História das Idéias Pedagógicas no Brasil.
- Prêmio Jabuti de 2014, 2.º lugar na categoria Educação, com Aberturas para a História da Educação.
- Prêmio Jabuti de 2016, 2.º lugar na categoria Educação, com História do tempo e tempo da história.

## Obras
- Educação brasileira: estrutura e sistema, São Paulo, Saraiva, 1973
- Escola e Democracia, São Paulo: Cortez Autores Associados, 1983
- Educação - Do Senso Comum a Consciência Filosófica, São Paulo: Cortez Autores Associados, 1980.
- Ensino Público e Algumas Falas sobre Universidade, São Paulo: Cortez Autores Associados, 1984.
- Sobre a Concepção de Politécnica Rio de Janeiro: Fundação Oswaldo Cruz, 1989.
- A Nova Lei da Educação-Trajetória, Limites e Perspectivas, Campinas: Autores Associados, 1997
- Pedagogia Histórico-Crítica, primeira aproximações, Campinas: Autores Associados, 1991.
- Educação e questões da atualidade, São Paulo, Cortez/Livros do Tatu, 1991.
- Educación: temas de actualidad, Buenos Aires, Libros del Quirquincho, 1991.
- Política e Educação no Brasil-O Papel do Congresso Nacional na Legislação do Ensino, São Paulo, Cortez, 1987
- Da Nova LDB ao Novo Plano Nacional de Educação-Por Uma Outra Política Educacional, Campinas, Autores Associados, 1998
- Da Nova LDB ao FUNDEB, Campinas, Autores Associados, 2007.
- História das ideias pedagógicas no Brasil, Campinas, Autores Associados, 2007.
- A pedagogia no Brasil: história e teoria, Campinas, Autores Associados, 2008.
- Interlocuções pedagógicas: conversa com Paulo Freire e Adriano Nogueira e 30 entrevistas sobre educação. Campinas, Autores Associados, 2010.
- Educação em diálogo, Campinas, Autores Associados, 2011.
- Pedagogia histórico-crítica e luta de classes na educação escolar (em coautoria com Newton Duarte), Campinas, Autores Associados, 2012.
- Aberturas para a história da educação, Campinas, Autores Associados, 2013.
- O Lunar de Sepé: paixão, dilemas e perspectivas na educação, Campinas, Autores Associados, 2014
- Sistema Nacional de Educação e Plano Nacional de Educação: significado, controvérsias e perspectivas, Campinas, Autores Associados, 2014.
- História do tempo e tempo da história. Campinas, Autores Associados, 2015.